# Aleksander Czarnecki
Aleksander Czarnecki, ps. „Harry Tzerr” (ur. 19 stycznia 1909 w Łodzi, zm. ?) – polski bokser, mistrz Polski.

## Życiorys
Boksem zainteresował się w 1926, wstępując do klubu sportowego Union Łódź, w którym walczył do końca 1927.
Startując na katowickim ringu zdobył mistrzostwo Polski w 1927 w kategrii średniej. Zaliczał się wraz z Alfredem Kupką do największych talentów polskiego boksu, posiadając przy tym wyjątkowo silne uderzenie z obu rąk.
Jak pisał Przegląd Sportowy, "Miły, dobrze zbudowany młodzianin o inteligientnej twarzy i wyrazistych rysach". "Jest największym polskim talentem bokserskim".